# Спутник (микрорайон Могилёва)
Спутник (бел. Спадарожнік) — микрорайон в Ленинском районе города Могилёва.

## Географическое положение
Располагается в западной части города, на крупной улице Якубовского, в пол-километре от Печерского озера.
На микрорайон «Спутник» курсируют маршрутные такси и автобусы.